# Клинове (Хмельницький район)

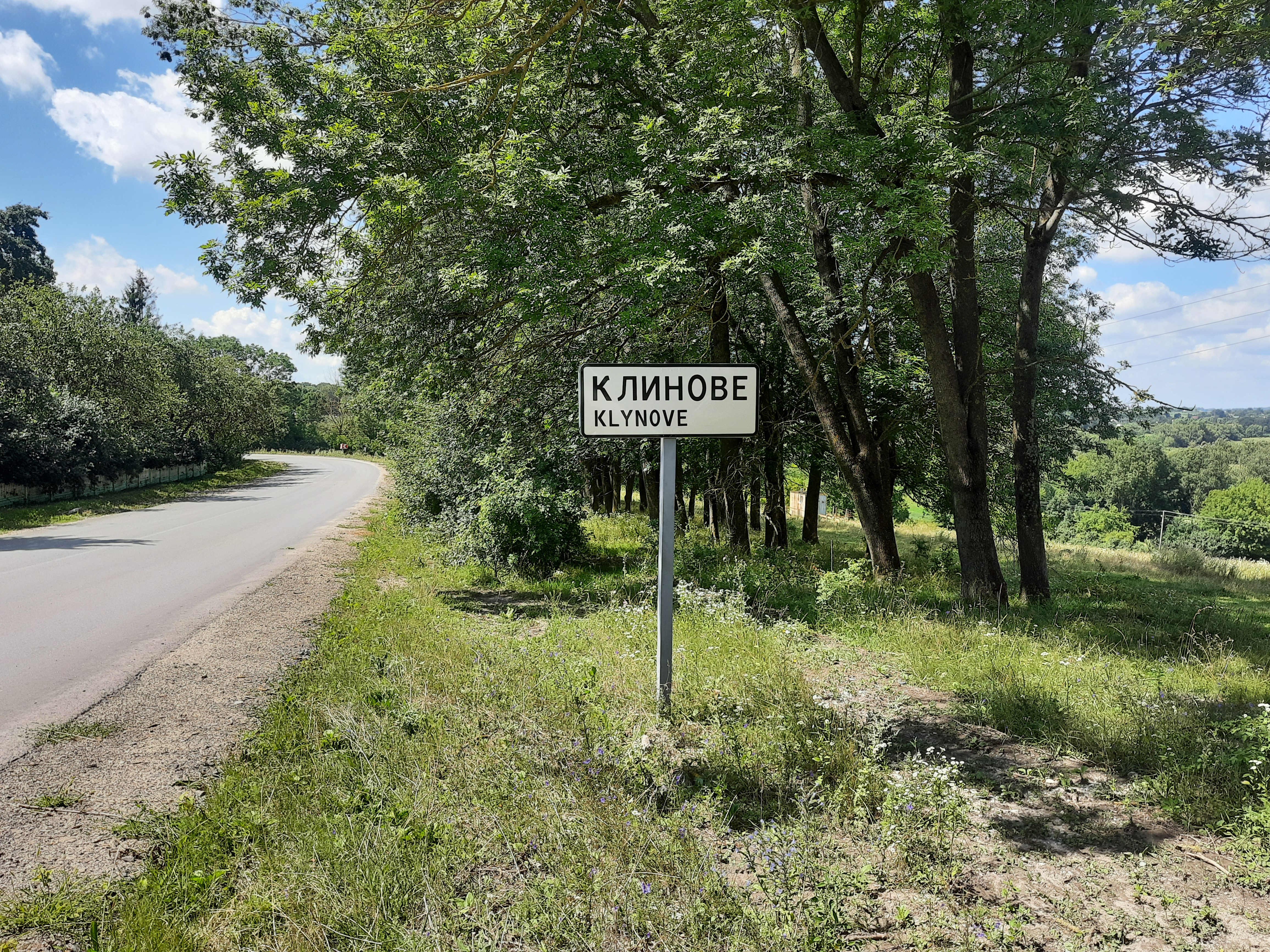
Дорожній знак при в'їзді в село

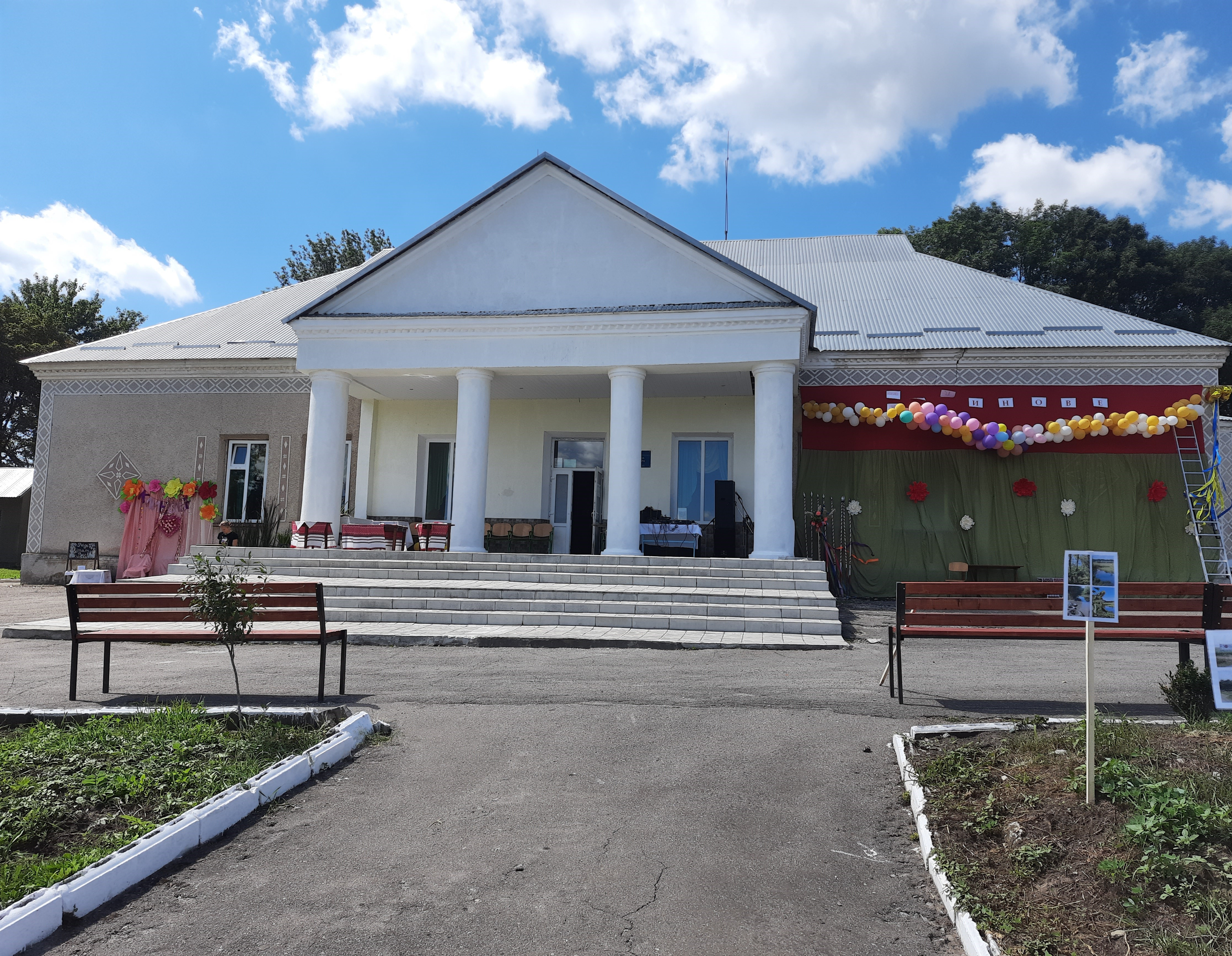
Будинок культури

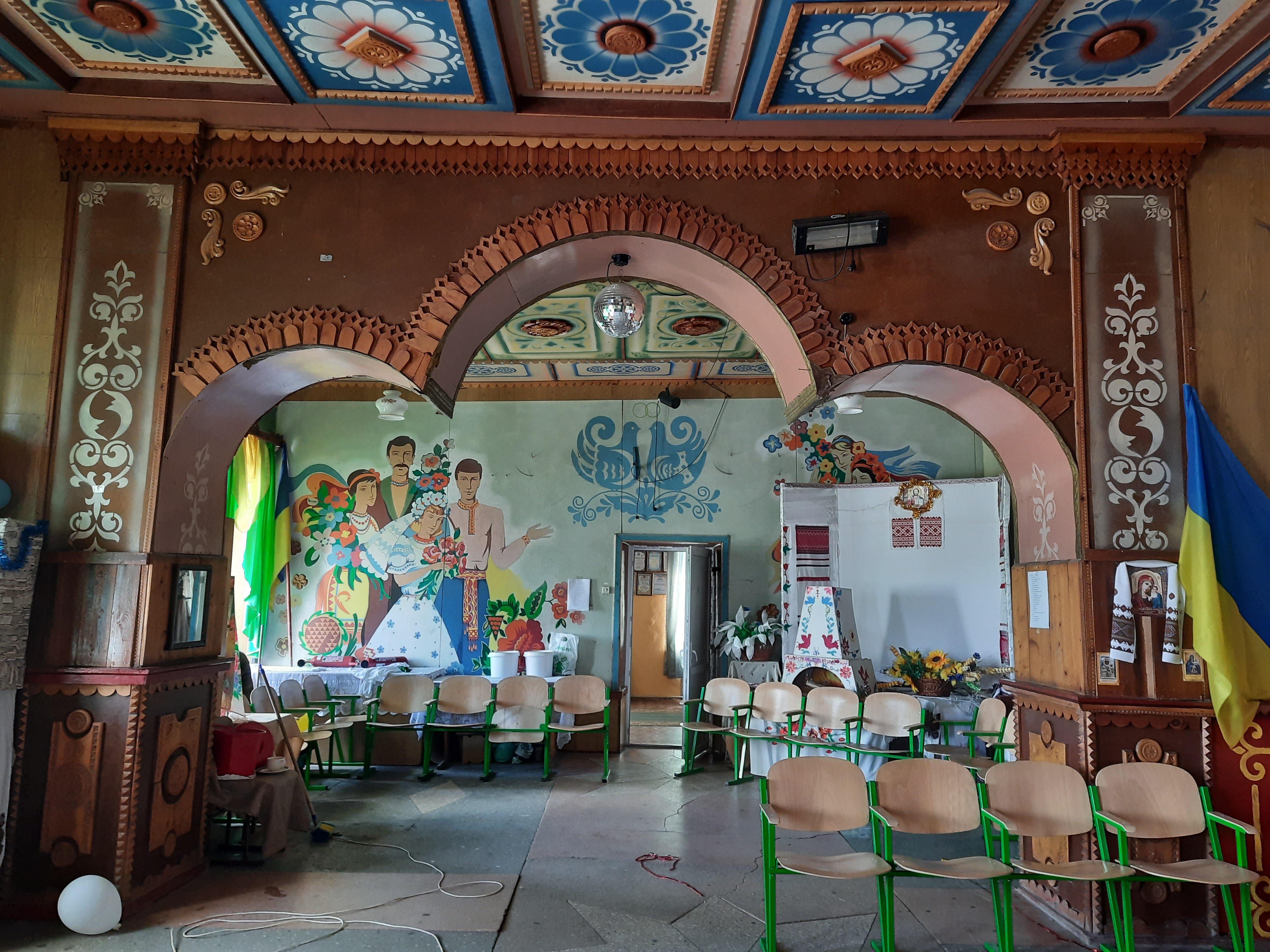
Інтер'єр Будинку культури

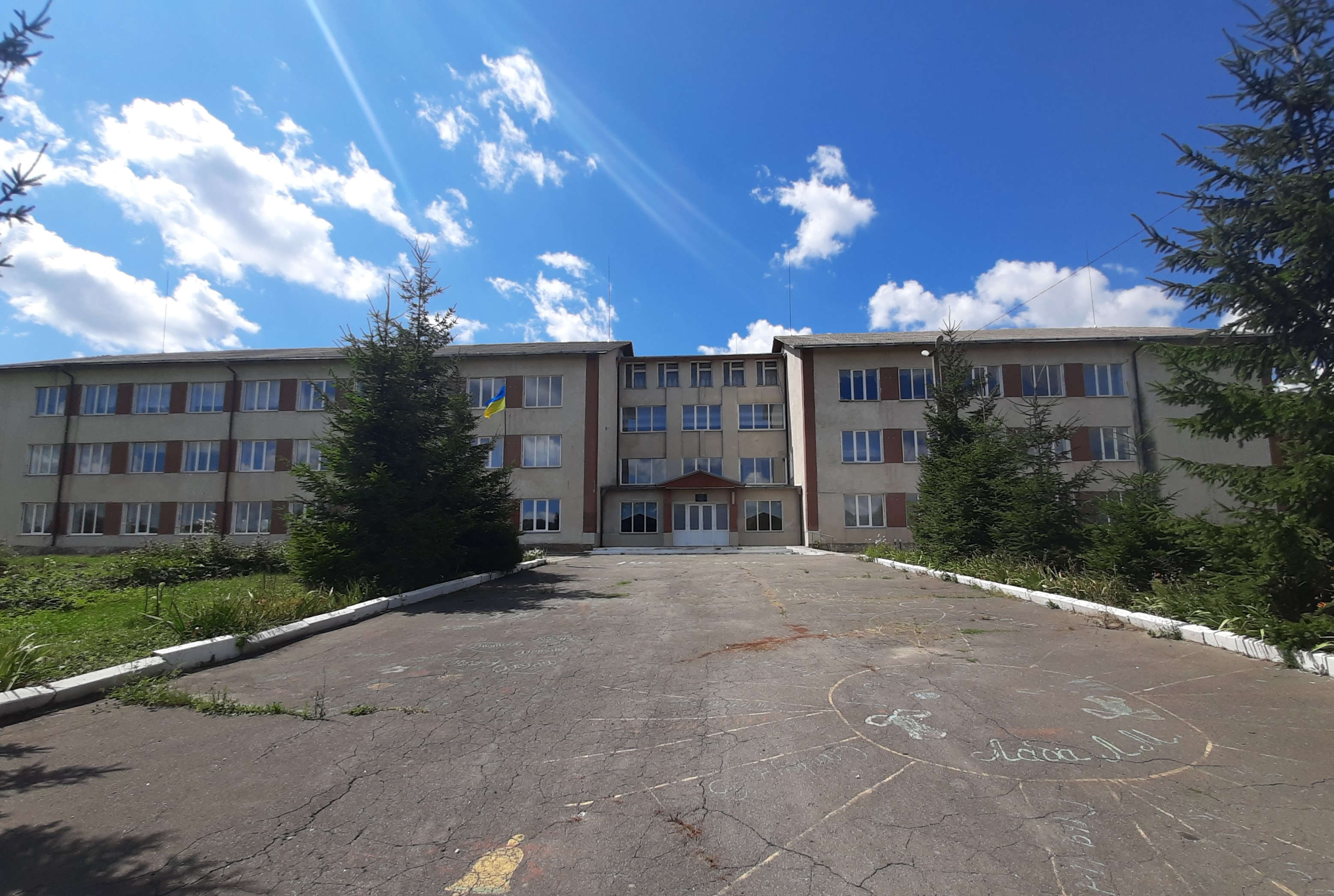
Школа

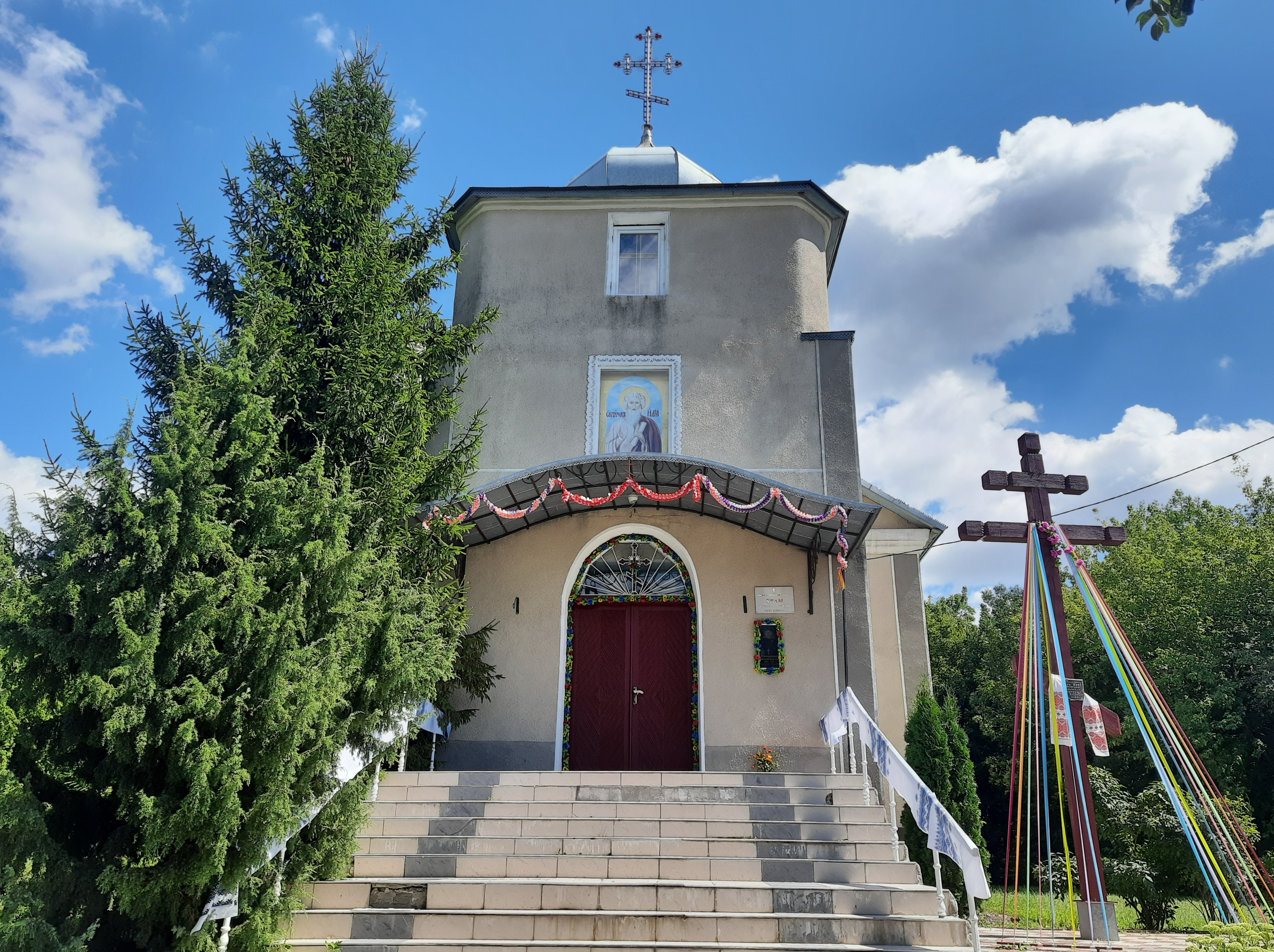
Свято - Ільїнська церква

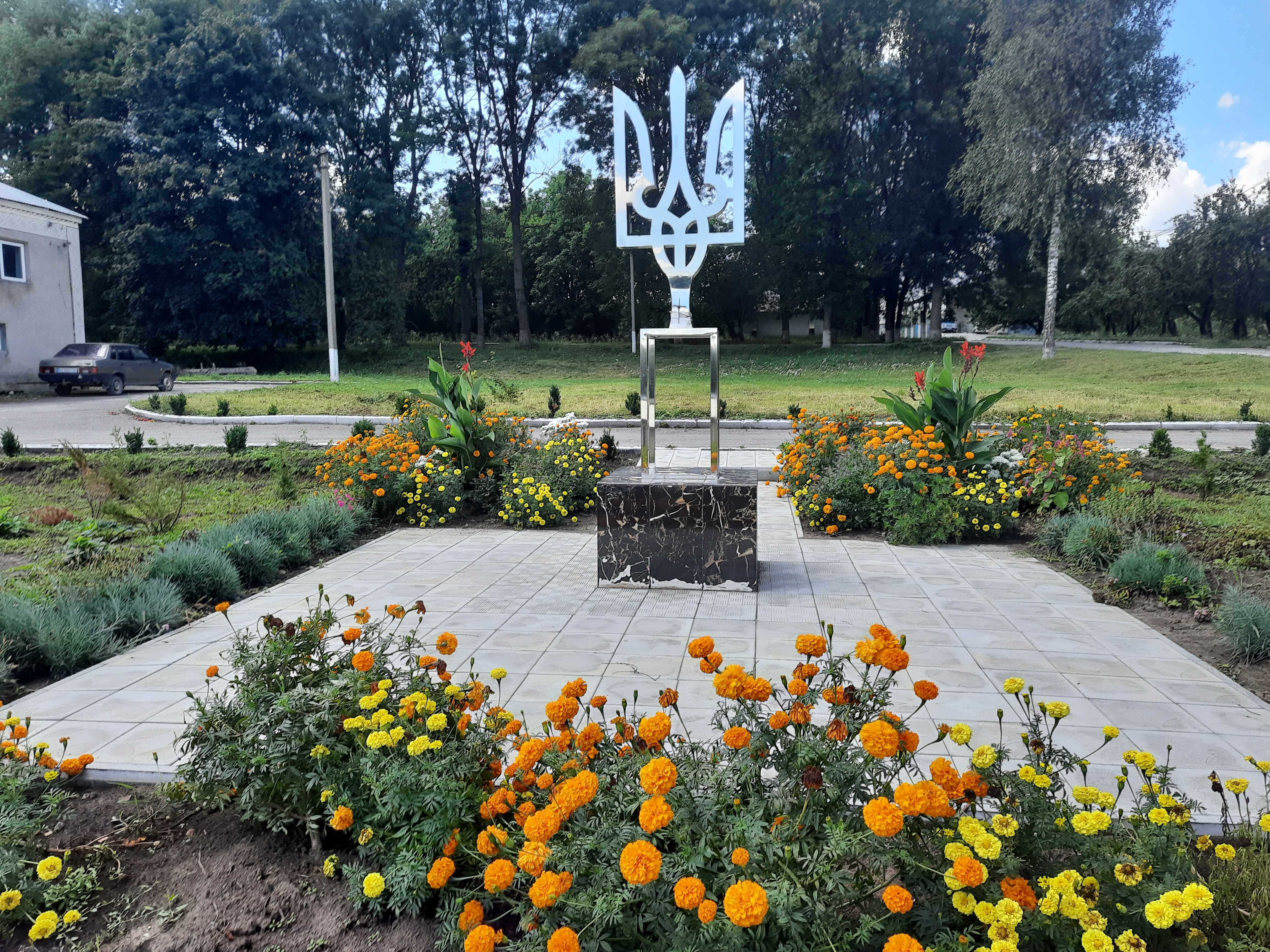
В центрі села

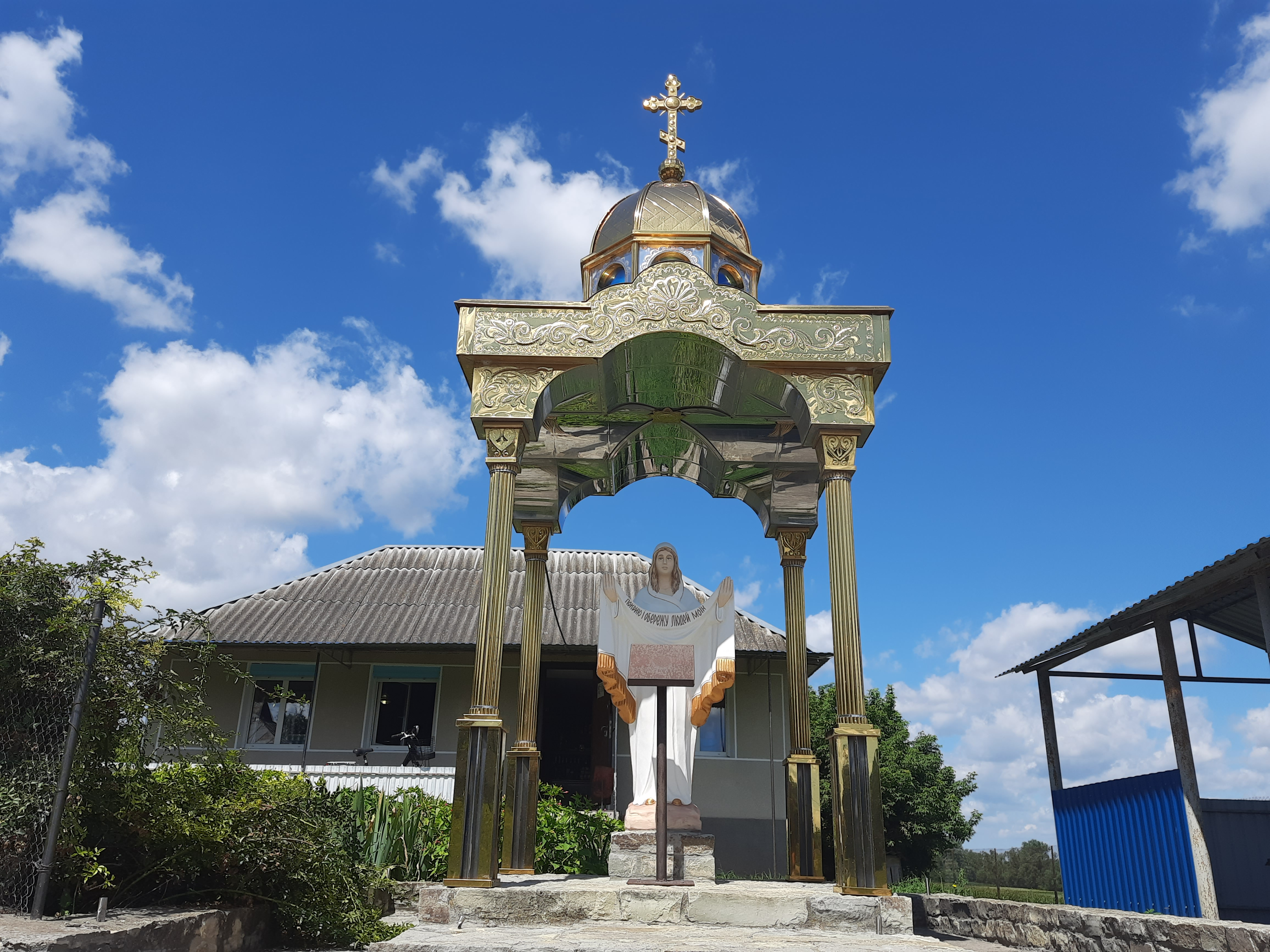
Статуя Божої Матері

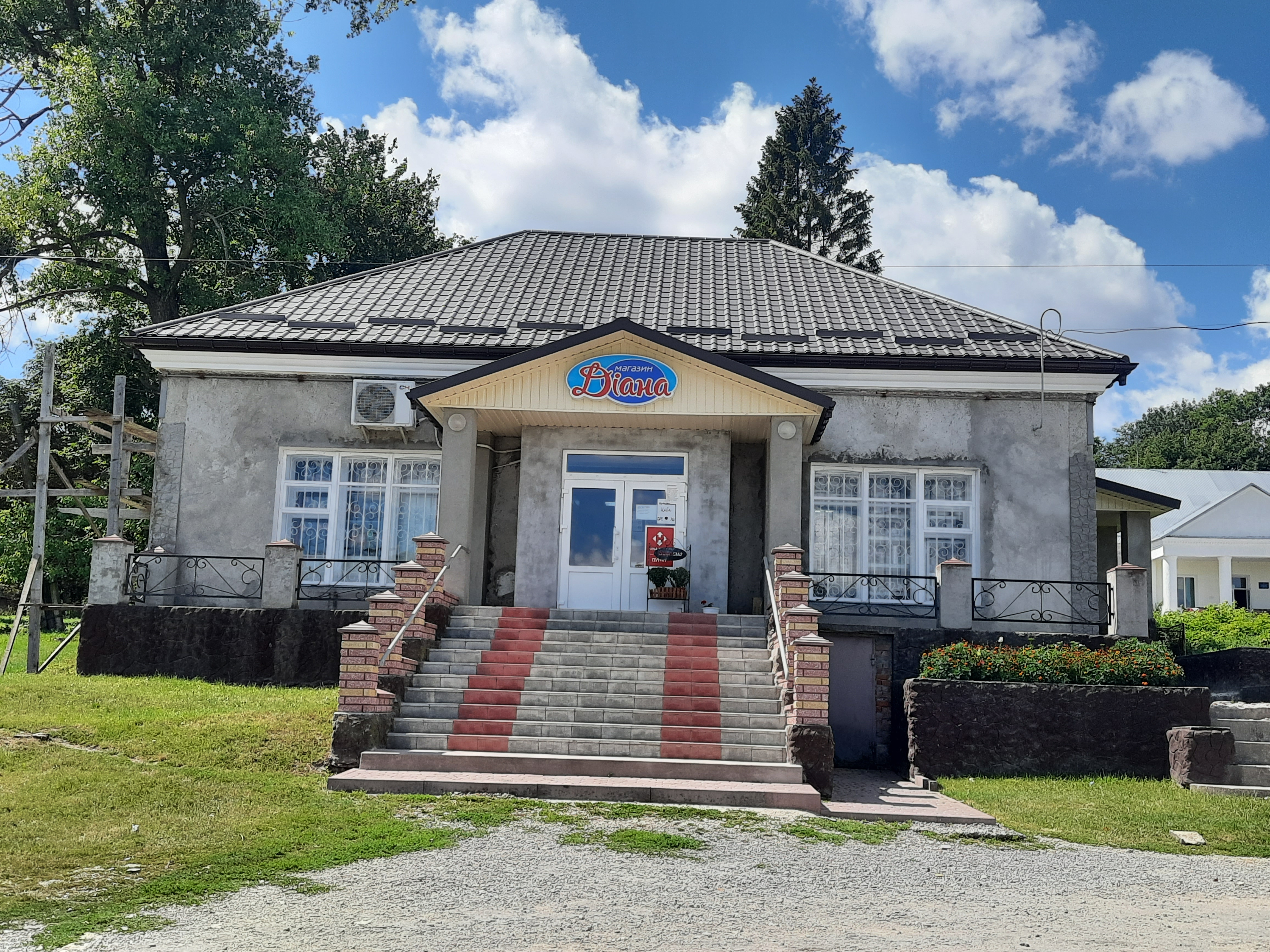
Крамниця

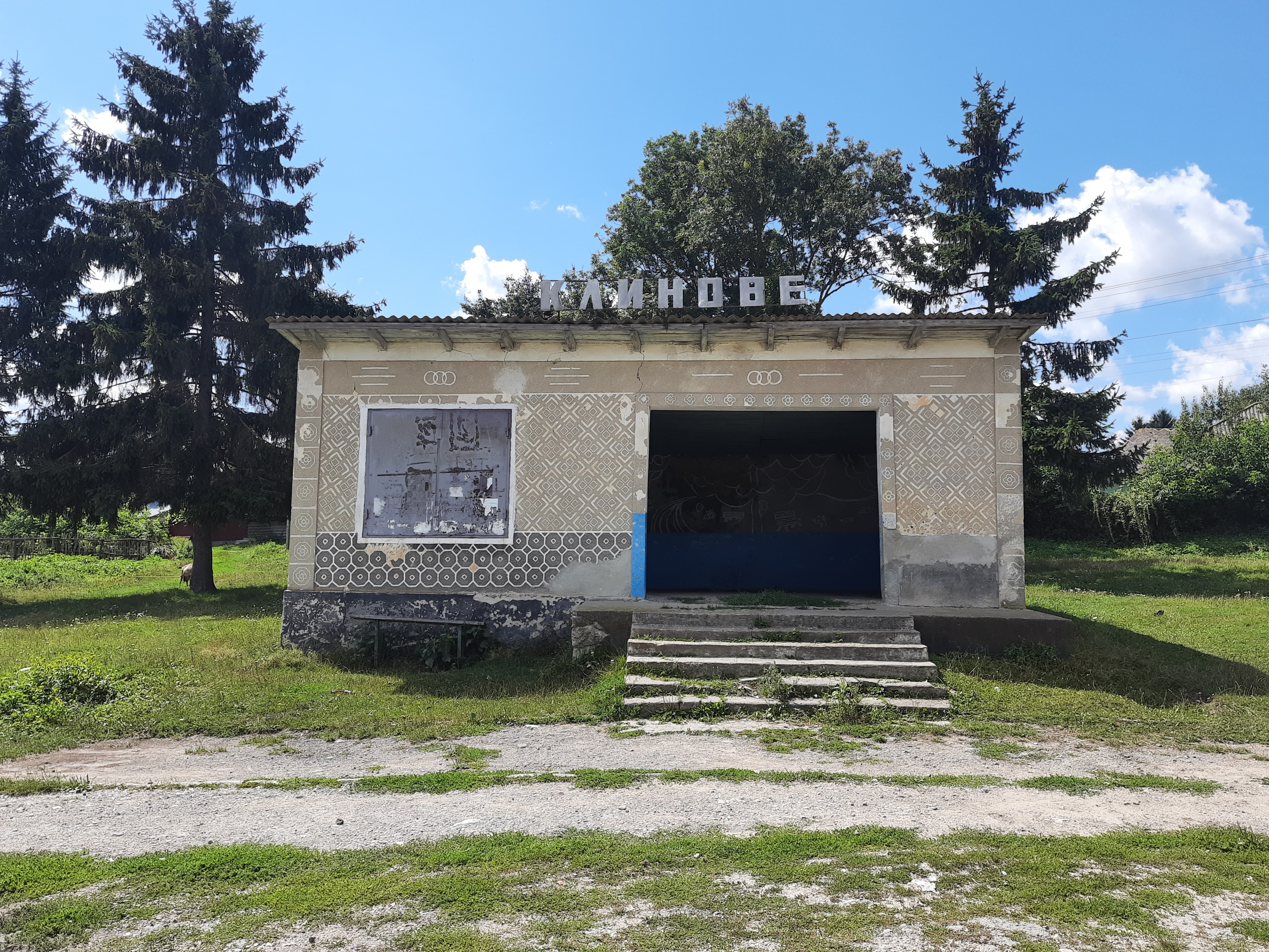
Автобусна зупинка

Кли́нове (до 1968 - Скотиняни) — село в Україні, у Сатанівській селищній територіальній громаді Хмельницького району Хмельницької області. Населення становить 2364 осіб.

## Символіка

### Герб
У лазуровому щиті з бази, хвилясто перетятої зеленим і срібним, виростає золота церква з трьома куполами, середній вищий, супроводжувана справа золотим шістнадцятипроменевим сонцем, зліва – золотою підковою вушками догори, з вписаним в неї золотим колесом. Щит вписаний у декоративний картуш і увінчаний золотою сільською короною. Унизу картуша напис «КЛИНОВЕ» і рік «1565».

### Прапор
Квадратне полотнище поділене горизонтально на три смуги – синю, зелену і хвилясту білу – у співвідношенні 4:1:1. На верхній смузі жовте колесо.

### Пояснення символіки
Церква і колесо в підкові – символ храму пророка Іллі, сонце – символ Поділля, хвиляста база – символ ріки Жванчик.

## Історія
Стара назва Скотиняни. Поселення під назвою «Скотиняни», або «Скотінци». Вперше згадується у 1565 році в документах. Клинове на той час належало Миколі і Мартину Гербуртам, тут було 4 «плуги землі» чи лана- дві частини, які орендував — пан Карабчовський, в 1569 році було 3 «плуги». В 1578—1583 році було 2 частини: Малинского і Германовського 4 «плуга». Також згадується вперше про священика.
У 18 столітті село було поділене на багато частин, кожна з яких мала свого власника. В 1545 році в Клинове було поділено поміж таких поміщиків: Лісовський, Рознятовський, Радиєвський, Коревіцький, Лещ, Ядловський, Гумовський, Пржеборовський.1879  року були – Подвмсоцький, Лісовський, Коревіцький – мали 4 плуга, Тарнавський, Вітвицький, Яницький, Ядловський і Малуй. Також згадується про 29 єврейських сімей, що проживали в Клиновому. Їх було 87 «Душ».
Зберігся контракт продажу частини села, що датується 14 грудня 1785 року між власником частини села Миколою Кастеллі (нурський чесник) і його дружиною Людвікою Коревицькою з одної сторони та Йозефа Вітвицького (Жидачівський скарбник): "цей Вельможний Пан Миколай Кастеллі, маючи у селі Скотинянах свою спадкову частку, в Подільському воєводстві, землі Кам'янецької, тобто в половині цього села Скотинян шістнадцяту, а в четвертій частині восьму, набутий від Вельможного Пана Йозефа Коровицького, войського червоногородського, за правом спадкування, одну частку, а іншу подібну частку Вельможної Людвіки з Коровицьких Кастеллі, дружини зазначеного Вельможного Кастеллі, в половині цього села Скотинян шістнадцяту, а в четвертій частині цього села восьму, по колись Святої Пам'яті Вельможної Пані Розалії з Рознятівських Коровицької, своєї матері, спадкову частку села Скотинян, яка спадком перейшла по праву і природному спадкуванню на інших спадкоємців, давно від своїх предків спадково і спокійно володіла, , Тим самим Вельможному Пану Йозефу Вітвицькому, скарбнику Жидачівському, та його спадкоємцям обидві згадані частки, як Вельможного Миколая Кастеллі, так і Вельможної Людвіки з Коровицьких Кастелліної, спадкові, з усіма належними до цих часток підданими, нерухомістю і їх обов'язками, податками, будинками, полями, лісами, орними землями, чагарниками, сіножатями, жниварнями, пасовищами, садами, городами, ставками, млинами, корчмою, виноградником, котлом моїм власним і з іншого виноградника в середині четвертої частки села Скотинян, що належать до котла, дерев і начиння з виноградника, ставками, річками, річечками, чагарниками, двором на частці Вельможного Кастеллі, збудованим ним самим cum Omnibus Circum ferentys (всіма частинами навкруги) та частками чи власністю старого двору з п'яти часток, що належать мені, а саме першою часткою, придбаною у Вельможного Йозефа Коровицького, другою часткою, що власне належить мені, третьою і четвертою частками у Вельможних Тарновських, п'ятою часткою, придбаною у Вельможного Пана Ігнація Коровицького, і сплавними землями, за згаданим Вельможним Кастеллі, Etiam cum Jure Patronatus Praesentandi Parochi Rithu- Graeci Latina Unitt, і з усіма належними до цієї частки належностями в спадкову і актуальну посесію, і це за суму, добровільно узгоджену, справедливу і адекватну ціну, п'ятнадцять тисяч польських злотих за згадані дві частки, а також особливо за новозбудований двір Вельможного Кастеллі, власний на його частці, з усією потрібною і зручною будівлею Вельможний Пан Йозеф Вітвицький платить півтори тисячі польських злотих безпосередньо Вельможному Кастеллі." 
В 1818 в Клиновому налічували 12 дідичів, кожний з яких мав своїх людей, населення на той час рахувалось тільки чоловіче, а жінок та дітей не враховували. Загалом на 1818 рік у селі проживало 426 чоловік, що були поділені між такими поміщиками: — Беліцкий — 29 чол. — Домбровський — 25 — Єдловський 64 — Коревіцький — 14 — Малуй- 37 — Модзеловський- 36 — Перятиткевич — 26 — Двоє Роговських-119 — Стржалковський- 46 — Жельський 46 .
Про життя села в 1 світову війну є стаття в журнале Православная Подолия "Австрийцы в с. Скотынянах Каменецкого уезда 4-го минувшего августа. Из донесения Его Преосвященству благочинного 4-го Каменецкого округа, священника с. Скотынян Диомида Крыжановского".
Є цікаві дані і про розміри землі у поміщиків, які вони мали у володіннях.
Зокрема: — Товкач Аполон Ф.-383 дес. Землі і 9 дес. лісу — Товкач Леон Ф- 389 дес. землі і 11 дес. лісу — Елеонора А. Товкач- 137 дес. землі — А. М. Ведліх 751 дес. землі, 38 дес. лісу — В. Малуй- 135 дес — А.Коревіцький -60 дес — Пржелуський -119 дес.
Загальна кількість землі у селян становила 1172 дес., а в церкви -55 дес.
Загалом на той час було 338 господарств, де проживало 2054 жителі.

## Історія церкви села Клинове
Церква у Клиновому вперше згадується у 1583 році, коли згадується про священика. Місцезнаходження її не відоме.
Загалом історія свідчить, що у нашому селі було 3 церкви:
1) Свято-Михайлівська церква, що існувала до 1824 року, побудована 1731 року, освячена Симеоном Артамовським, деканом Сатанівським.
Існують цікаві факти про землю, яку мала в користуванні церква. Зокрема: в 1801 році землі орної було 23 «шнура», сінокоса на 15 «косарів».
Прихожани: — 1747 - 50 чол. Стільки ж в 1759 році. В 1787 році були до сповіді — 206 чоловік, не були - 77 чол., дворів - 48.
Священики:
- Василь Камінський (1730—1748).
- Василь Грушковський (1748-1859).
- Іоан Мартикевич (до 1786)
- Микола Монастирський (з 1786).

2) Назва другої церкви в документах про 18 століття доволі різниться, в одних джерелах вона згадується як Різдва Христового (1739—1759), а в інших вона іменується як імені Собору Пресвятої Богородиці (1747 р.), інші джерела свідчать про «Бегтства Пресвятой Марии в Єгипет» — 1787 р.
В 1796 році відбулось освячення церкви в пам'ять Положення ризи Богоматері-1872 рік. Побудована вона була на кошти громади, за сприяння священика. Закладку і освячення здійснював Симеон Адамовський, декан Сатанівський, пахорь Іванківський.
В 1779—1781 була побудована нова церква — дерев'яна. Вона також мала свої землі, сіножаття.
Священики: — Микола Баліцкий- 1725 р. — Іосиф Горський 1725—1759 рр. — Стефан Сидорський з 1767 року, який добровільно залишив сан і залишився в унії, а не ввійшов до церковного православ'я.
В 1868 році в селі побудована нова кам'яна церква Різдва Пресвятої Богородиці, яку пізніше за радянщини розібрали на побудову школи. Зараз на її місці стоїть сучасна церква св. Іллі.
Цікаві факти:
Існують цікаві факти про ікону Воскресіння Господнього, яка була перенесена з церкви Положення ризи Богоматері в  церкву Пресвятої Богородиці, ця ікона була перенесена з дому «причетника» після того, як з нею почали відбуватись дива. Священиками на той час були Микола Ксен Фігурський – 1888-1894, леонтій Ятушевський – з 1894 року  — пан Товкач А. Товкач Л. (брати) — маєтки були в районні сучасного центру села. Тримали у власності Лісоводський ліс (стара назва Товкачів). — пан К. А. Ведліх (найбагатший серед усіх панів)- район Кіровського колгоспу. Відомо, що його дружина була медиком і лікувала селян. Пан мав двох синів, які тримали землі у селі. Їх звали пан Казьмір та Адольф Ведліхи.
Збереглись топонімічні назви територій села, що пішли від імен власників землі:
- Казьмірівка – долина поблизу Бандрах Ганни.  — Адольфчина або ж «ферма»- поле, що за вулицею Г. Повха. — пан Беліцкий — маєток знаходився приблизно де зараз проживають О.Атаманюк та Г. Харченко. — пан Малуя- район Калінінського колгоспу.
Відомо, що пани, які проживали в селі, перед приходом більшовиків до влади почали  масово розпродувати землю. Вдалось знайти підтверджуючий документ про купівлю землі. Пізніше з приходом Радянської влади землю селянам виділяли безкоштовно.
Відомо, що у 1905 році відбувся страйк сільськогосподарських робітників. Очолив його Трапезун Олександр, якого у 1936 році було вислано у Казахстан.
Відомо, що першим сільським головою (старостою) був А. Трапезун. Про що свідчить документ, який зберігся з його підписом.
У 1934 в село прийшла колективізація, яка далась важким випробуванням для селян. Багато заможних господарів не бажали віддавати у колгосп зароблене важкою працею майно. Були і такі, які поплатилися за це свободою, а деякі і життям. Зокрема відомо про Григорія Цівака, якого за непокору тодішній владі, КГБ вивезло у невідомому напрямі - додому він більше не повернувся. 
З приходом колективізації на території села утворилося три колгоспи: ім. Кірова, ім. Петровського, ім. Калініна.
Головами колгоспів були: — ім. Кірова — Мурава Федір, Самбор Філімон, Мурава Михайло; — ім. Петровського — Надопта Микифір, Маланчій Василь; — ім. Калініна — Смик Станіслава, Маланчій Іван, Лавріщев Василь.
У період окупації в колгоспі ім. Кірова головував Галюк Мефодій, у колгоспі ім. Петровського Фурман Тихон, у колгоспі ім. Калініна Перчишен Казимир.
З'єднання колгоспів відбулося в 1950 році. Головою колгоспу був Свідерський П. Ф., потім Маланчій В. І. З 1960 р. по 1977 р. колгосп очолював Скочеляс І. П., з 1977 р. по 1996 р. — Петричко М. М. Потім наступниками були Гиляка С. І., Метлінський А. А.
В 1960 році до села Скотиняни було приєднано село Зверхівці. Від'єднання відбулося в 1970 році.
В 1968 році село перейменоване на Клинове.

## Населення

### Мова
Розподіл населення за рідною мовою за даними перепису 2001 року:
| Мова       | Відсоток |
| ---------- | -------- |
| українська | 99,62%   |
| російська  | 0,38%    |

## Школа
До революції в селі була лише початкова школа. Спочатку це була церковна школа в якій навчалося до 30 дітей разом в одній класній кімнаті — 1864 рік. Пізніше — церковно-приходська - 1888 рік. В 1934 році побудована калінінська школа, директором школи був Руденко, а в 1934—1935 роках — Васільєв.
В 1938 р. розпочато, а в 1939 р. введено в дію двоповерхову школу в центрі села. Директорами школи були: Цвях Мартіян Михайлович, Кармеліта, Крамар О. Г. Іщенко М. К., Думний А. С.
В 1989 році розпочато будівництво нового приміщення школи, в 1995 році школу було відкрито. В 2005 р. — газифіковано.
Сільський клуб (Будинок культури)побудовано в 1934 році. Сьогодні він діє. Завдяки наполегливій праці художнього керівника Клімової О. С. танцювальному колективу «Барвінок» с. Клинове присвоєно звання «Народного». Працює сільська бібліотека.
- Дитячий садок існує з 1962 року. Сьогодні його газифіковано, забезпечено проточною водою. Відвідують садок до 60 дітей.
- В 1996 році відкрито Клинівську лікарську амбулаторію , 466 відвідувань на 100 жителів, газифіковано.
- В 1991 році в селі відкрито новозбудовану церкву, а в 1994 році — костьол.
- З 1967 року в селі працює млин. Є на території села топова майстерня по ремонту сільськогосподарської техніки, пилорама. В селі є перукарня, сім торгових точок, чотири водопроводи.
- В 2005 році в  село прийшло блакитне паливо. Сьогодні майже 500 дворів газифіковано . 200 дворів села телефонізовано.
- В 2015 році село Клинове було приєднано до Сатанівської територіальної громади.
- За сприяння Народного Депутата Гереги О.В.  та голови правління ПАТ «ВітАгро» Лабазюка С.П. у селі проведено ремонт будинку культури, приміщення бібліотеки, відділення зв’язку, школи, храму св. пророка Іллі, амбулаторії.

На сьогодні Клинове є найбільшим селом у районні. Його загальна довжина становить 11 кілометрів. Населення 2364 осіб.
26 жовтня 1921 р. під час Листопадового рейду через Скотиняни проходила розвідча чота (командир Павло Сумароків) Подільської групи Армії Української Народної Республіки.

## Охорона природи
Село межує з національним природним парком «Подільські Товтри».

## Відомі люди
- В селі народився Доброловський Ілля Амвліхович (1877-1920) - син місцевого пароха,  сходознавець-синолог та журналіст у Харбіні (Китай).
- Отець Роман Лаба.